# Embajada de España en Angola
La Embajada de España en Angola es la máxima representación legal del Reino de España en la República de Angola.

## Embajador
El actual embajador es Manuel María Lejarreta Lobo, quien fue nombrado por el gobierno de Pedro Sánchez el 17 de noviembre de 2021.

## Misión Diplomática
La embajada española en Angola se creó en 1977 con carácter residente en Luanda, capital de Angola. España, además, tiene una oficina económica y comercial en la capital y un consulado honorario en la ciudad de Lobito.

## Historia
España y Angola establecieron relaciones diplomáticas el 19 de octubre de 1977. El acuerdo se rubricó en la sede de las Naciones Unidas en Nueva York entre el embajador de España, Jaime de Piniés, y su homólogo angoleño, Elisio de Figueiredo. Desde entonces los países han mantenido unas relaciones cordiales e intensas.

## Demarcación
Angola carece de demarcación, pero en el pasado la embajada española en Angola estaba también acreditada en:
- Santo Tomé y Príncipe: las relaciones diplomáticas entre ambos estados se llevaron a cabo a través de la Embajada española en Angola desde 1982 a 1995 cuando pasaron a depender de la Embajada española en Gabón.